# Utnur
Utnur (en telugú: ఉట్నూరు ) es una localidad de la India, en el distrito de Adilabad, estado de Telangana.

## Geografía
Se encuentra a una altitud de 388 m s. n. m. a 317 km de la capital estatal, Hyderabad, en la zona horaria UTC +5:30.

## Demografía
Según estimación 2010 contaba con una población de 17 126 habitantes.